# Nätverksteknik
Nätverksteknik är läran om datornätverk. Läran används av nätverksingenjörer och nätverkstekniker. 
Teknologin handlar om hur nätverksbaserade enheter kommunicerar med varandra (olika språk/protokoll etc.) samt hur man designar och konfigurerar dessa system.

## Sverige
Utbildning sker på gymnasiernas yrkesprogram, liksom yrkeshögskolor, men även på lärosäten som till exempel Mittuniversitetet.